# ABBYY

Logotyp.

ABBYY är ett amerikanskt teknologibolag som specialiserar sig på intelligent dokumentautomation, datafångst, processintelligens och optisk teckenigenkänning (OCR) med kunder över hela världen.
Företagets huvudområde omfattar texttolkningsteknologier. De flesta av ABBYY:s produkter är avsedda för dokumentkonvertering och dokumentfångstlösningar. Programmen är anpassade för att förenkla hanteringen av elektronisk data. 
Företaget har sin bas i North Carolina och har kunder i 130 länder samt över 1000 anställda i över nio kontor i olika länder, bland annat i Tyskland, Storbritannien, USA, Japan, Taiwan, Ryssland, Ukraina och Cypern.

## Produkter
- FineReader OCR – för konvertering av dokumentbilder och PDF till redigerbara och sökbara filer
- FineReader Server – server-baserad mjukvara för automatisk dokumenttolkning och PDF-konvertering
- FlexiCapture – för automatiskt processering och klassificering av dokument
- Vantage – mjukvara för processering av dokument
- PDF Transformer – för att skapa PDF-filer och PDF-konvertering